# Edvin Loach
Edvin Loach – wieś w Anglii, w hrabstwie Herefordshire. Leży 24 km na północny wschód od miasta Hereford i 181 km na północny zachód od Londynu.